# 3927 Feliciaplatt
A 3927 Feliciaplatt (ideiglenes jelöléssel 1981 JA2) a Naprendszer kisbolygóövében található aszteroida. Carolyn Shoemaker,  Eugene Merle Shoemaker fedezte fel 1981. május 5-én.